# Veïnat de la Misèria

El Veïnat de la Misèria és un veïnat de la comuna vallespirenca de Montferrer, a la Catalunya del Nord. 

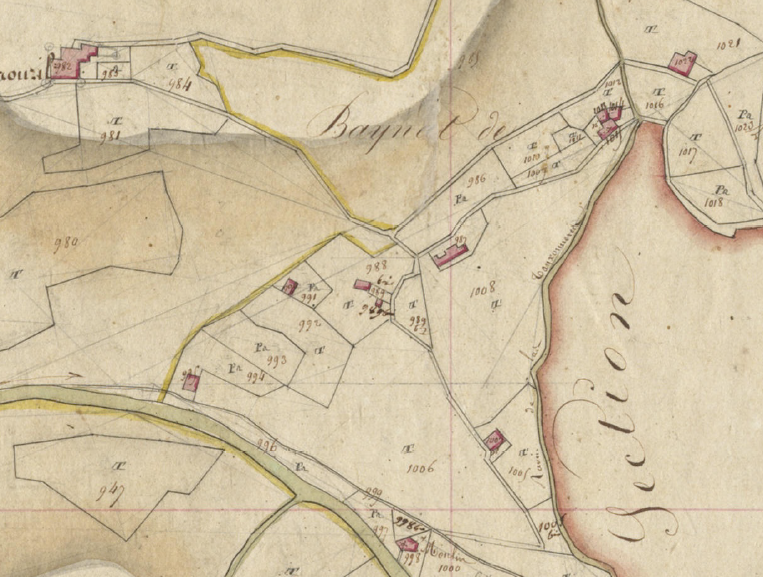
El Veïnat de la Misèria en el Cadastre napoleònic del 1812 (Arxius Departamentals dels Pirineus Orientals)

És a l'extrem sud del terme de Montferrer, a prop del límit amb el Tec. Al seu nord-oest hi ha el lloc de Mas Crosills, i al nord-est, Can Llobat, amb la capella i l'Oratori de Sant Galderic.